# Susan Murray
Susan Murray (Mississauga, 8 marzo 1979) è un'ex cestista canadese.

## Carriera
Con il Canada ha disputato i Campionati americani del 2003.